# 北会津町下米塚
北会津町下米塚（きたあいづまち しもよねづか）は、福島県会津若松市の大字である。郵便番号は969-6185。

## 地理
会津若松市北西部の北会津地区（旧北会津郡北会津村域）に属する。北で北会津町二日町、東で北会津町三本松、南で北会津町水季の里、北会津町古舘、北会津町東小松、南西で北会津町両堂、西で北会津町柏原、北西で北会津町中荒井とそれぞれ隣接する。また阿賀川河川敷を占める北会津町三本松を挟み東側にて神指町大字南四合、門田町大字飯寺と近接する。概ね町村制施行以前の北会津郡下米塚村域の流れを汲む地域である。北会津地区南東部に位置し、一級水系阿賀川左岸流域の一角を範囲とする。中央部を幹線一級市道28号が南北に縦断し、幹線一級市道33号が東西に横断する。域内全域にわたり農地が広がり、中央部の字宮ノ腰や北部の新田村西、南部の松原周辺に集落が位置する。松原を除き、北会津地区の他大字と同様に民家がある区画のほとんどは「字」以降を付けず大字に直接番地が続く住所表記がなされる。 

### 主な字
字
- 赤萱
- 赤萱道上
- 漆原
- 大上堀東
- 大前

- 釜堀田
- 川西
- 小姓
- 小姓川原
- 新田

- 新田村西
- 新田村東
- 高田街道上
- 高田街道下
- 舘野

- 壇ノ前
- 堂ノ前
- 古屋敷
- 堀込
- 松原

- 宮ノ腰
- 村西
- 村前道西
- 米塚

## 歴史
- 1879年1月27日 - 下米塚村が福島県内における郡区町村制の施行により北会津郡の村となる。
- 1889年4月1日 - 町村制の施行により下米塚村が周辺6村と合併し川南村が発足する。旧下米塚村域は川南村大字下米塚となる。
- 1956年5月1日 - 川南村が荒舘村と合併して北会津村が発足し、北会津村の大字となる。
- 2004年11月1日 - 北会津村が会津若松市に編入され会津若松市の大字となるのに伴い北会津町下米塚へと変更される。

## 世帯数と人口
2024年1月1日現在の世帯数と人口は以下の通りである。
| 大字           | 世帯数 | 人口  |
| -------------- | ------ | ----- |
| 北会津町下米塚 | 93世帯 | 267人 |

## 小・中学校の学区
市立小・中学校に通う場合、学区は以下の通りとなる。
| 番地 | 小学校                 | 中学校                   |
| ---- | ---------------------- | ------------------------ |
| 全域 | 会津若松市立川南小学校 | 会津若松市立北会津中学校 |

## 交通

### 道路
- 幹線一級市道28号
- 幹線一級市道33号
- 幹線二級市道24号

## 施設
- 下米塚多目的集会施設
- 川原丁公民館
- 新田遊園地